# النور حسین‌اف
النور حسین‌اف (به ترکی آذربایجانی: Elnur Hüseynov) (۱۹۸۷) یکی از خوانندگان جمهوری آذربایجان است که در مسابقه او سس ترکیه فصل ۲۰۱۴ مقام اول را بدست آورد.
او به همراه سامر جوادزاده در مسابقه آواز یوروویژن ۲۰۰۸ نماینده آذربایجان بود.
او همچنین در مسابقه آواز یوروویژن ۲۰۱۵ نماینده آذربایجان بود.